# Amt Camen
Das Amt Camen war ein kurzlebiges Amt im Kreis Hamm. Es gehörte zur preußischen Provinz Westfalen.

## Geographie

### Lage
Das Amt erstreckte sich vom Nordwesten des Kreises Hamm bis an die Stadt Unna heran. Es bestand aus zwei räumlich voneinander getrennten Teilen, westlich und östlich der amtsfreien Stadt Kamen.

### Nachbarn
Das Amt Camen grenzte, im Norden beginnend im Uhrzeigersinn, an die Ämter Pelkum, Rhynern und Unna, an die amtsfreien Städte Unna und Camen (damalige Schreibweise von Kamen) sowie an die Ämter Aplerbeck und Lünen im Kreis Dortmund.

## Geschichte
Die preußische Landgemeindeordnung für die Provinz Westfalen von 1841 ersetzte die in der Franzosenzeit (1806 bis 1813) eingeführten Kantone mit Wirkung ab 1843 durch Ämter. Auf dem Gebiet des späteren Amtes Unna-Kamen wurden zunächst die Ämter Camen und Unna gebildet, die nur kurzfristig existierten und 1845 zum Amt Unna-Kamen verschmolzen. Anlässlich der Auskreisung der Stadt Hamm am 1. April 1901 wurde aus dem Kreis der Landkreis Hamm. Nach einer Gebietserweiterung im Jahr 1929 wurde dieser im Oktober 1930 in Kreis Unna umbenannt.

## Gemeinden
Das Amt Camen (damalige Schreibweise) wurde bei seiner Neubildung wie folgt eingeteilt:
- A. Kirchspiel und Steuergemeinde Heeren
  - 1. Heeren
  - 2. Werve

- B. Landkirchspiel und Steuergemeinde Kamen (damals noch Camen)
  - 1. Südkamen (damals noch Südcamen)

- C. Kirchspiel Methler
  - 1. Methler (gehört zur Steuergemeinde Methler)
  - 2. Wassercourl (damalige Schreibweise, gehört zur Steuergemeinde Methler)
  - 3. Westick (gehört zur Steuergemeinde Methler)
  - 4. Weddinghofen (gehört zur Steuergemeinde Aden)
  - 5. Oberaden (gehört zur Steuergemeinde Aden)
  - 6. Niederaden (gehört zur Steuergemeinde Aden)

Alle Gemeinden wechselten ohne Gebietsänderungen ins Amt Unna-Kamen.